# Vlag van de Nieuwe Republiek

De vlag van de Nieuwe Republiek

De vlag van de Nieuwe Republiek is gebaseerd op de vlag van de Zuid-Afrikaansche Republiek die op haar beurt is gebaseerd op de Nederlandse vlag. De vierkleur, zoals ook de andere vlaggen van de Boerenrepublieken genoemd werden, verschilt alleen aan plaats van de kleuren.
Biafra · Goosen · Graaff-Reinet · Britse Kaapkolonie · Katanga · Klein Vrystaat · Republiek Kliprivier · Republiek Lydenburg · Natal · Republiek Natalia · Nieuwe Republiek · Oranje Vrijstaat · Oranjerivierkolonie · Oost-Griekwaland · Ottomaanse Rijk · Rif-Republiek · Republiek Stellaland · Swellendam · Tanganyika · Transvaalkolonie · Republiek Utrecht · Verenigde Staten van Stellaland · Zaïre · Zuid-Afrikaansche Republiek · Zuid-Afrika (1928-1994) · Mijnstaat Zuid-Kasaï